# Minitel

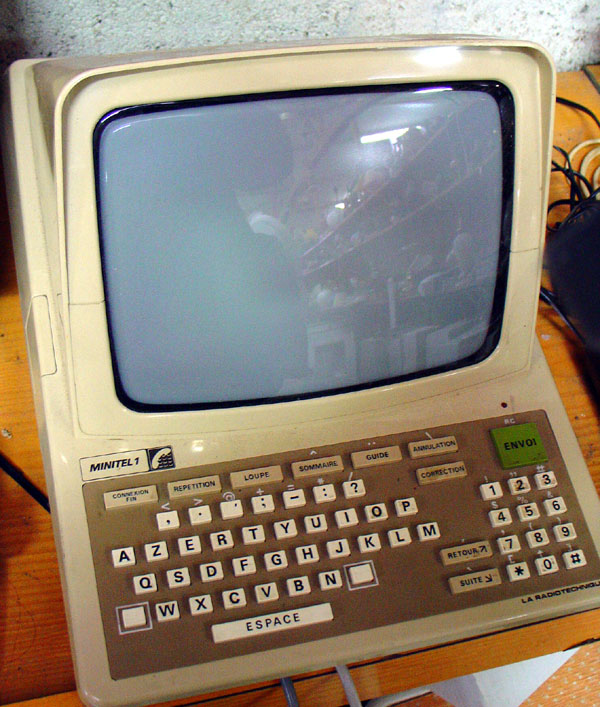
Minitel 1. Fabricado en 1982

Minitel era un servicio de videotex accesible a través del teléfono y es considerado uno de los más exitosos predecesores de la World Wide Web. Se desarrolló en 1978 y lo lanzó comercialmente en Francia en 1982 la compañía PTT (hoy dividida en La Poste y France Télécom). Desde sus primeros días, los usuarios podían realizar compras en línea, reservas de tren, buscar productos, recibir correo electrónico, y chatear de una manera similar a la que luego fue posible gracias a Internet. Llegó a tener millones de usuarios en la década de 1990, pero el número de usuarios y de servicios disponibles decrecía rápidamente, hasta que en julio de 2011 la empresa France Telecom anunció el cierre del servicio el 30 de junio de 2012.

## Modelo de negocio

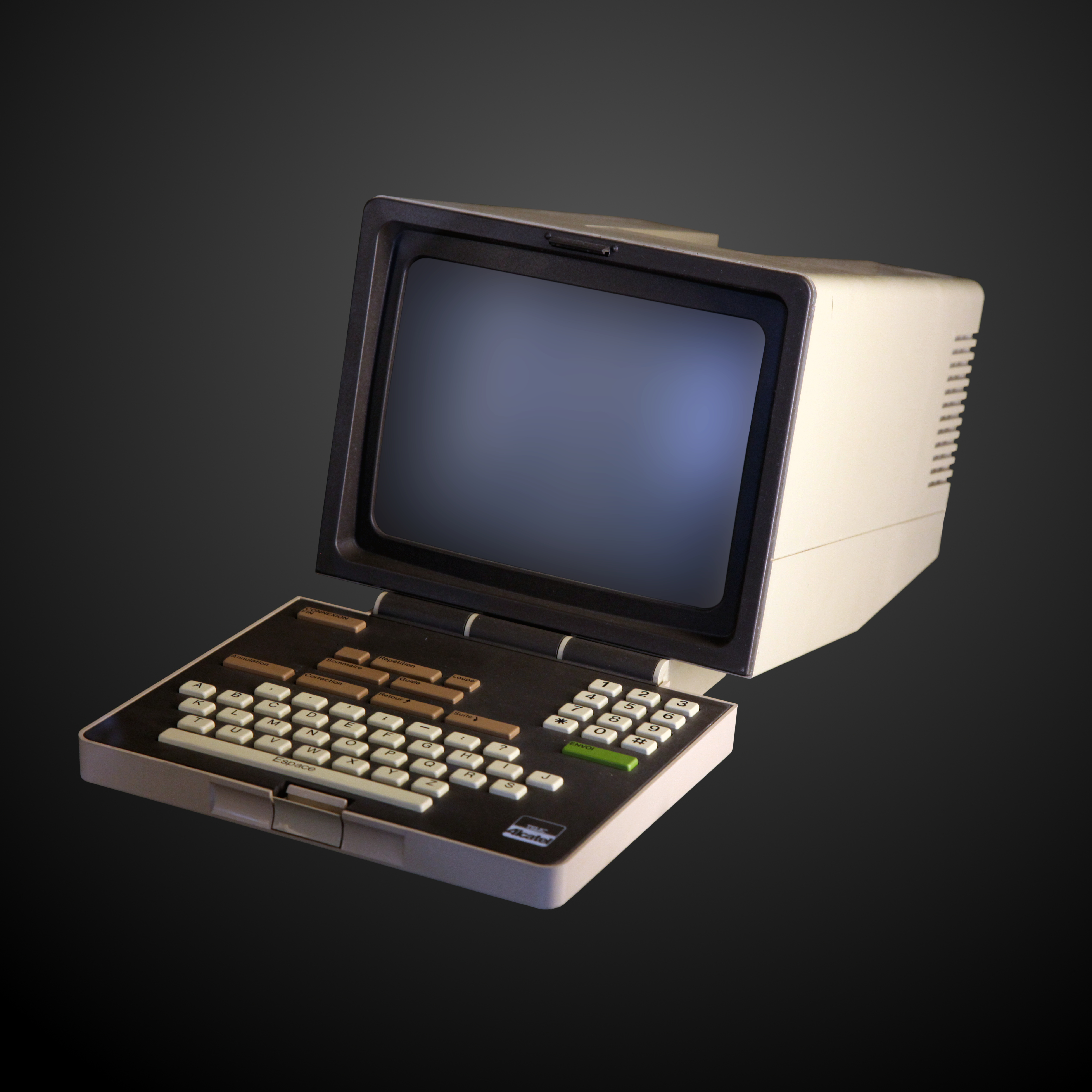
Minitel de 1985

Durante la década de 1980, PTT distribuyó gratuitamente varios millones de terminales tontas a los suscriptores de teléfono de PTT, sustituyendo a la guía telefónica, con lo cual se consiguió una alta penetración en el mercado, tanto de empresas como de público en general. A cambio de la terminal, a los clientes no se les entregaban las "Páginas Blancas" (lista telefónica de abonados) sino solo las Páginas Amarillas (listados comerciales con anuncios), ya que las primeras eran accesibles gratuitamente a través del Minitel mediante un buscador razonablemente inteligente.
France Télécom estima que casi 9 millones de terminales, incluyendo la interfaz web habilitada para PC's (Windows, Mac OS y Linux), tenían acceso a la red a finales de 1999, y que fue utilizado por 25 millones de personas (de una población total de 60 millones de franceses).
El Minitel permite el acceso a servicios como:
- Guía telefónica.
- Compra/venta al por menor.
- Compra de billetes de tren y avión.
- Servicios de información de compañías.
- Bases de datos.
- Foros.
- Mensajería.

El desarrollo de Minitel dio lugar a la creación de muchas empresas de una manera similar a la burbuja punto-com de las empresas relacionadas con Internet. Del mismo modo, muchas de esas pequeñas empresas fracasaron debido a la saturación de los mercados y a malas prácticas de negocios. Las mensajerías rosas (servicios de chat para adultos) y otros sitios pornográficos también fueron criticados por su posible uso por menores de edad. El gobierno francés optó por no adoptar medidas coercitivas, sin embargo, indicando que la regulación de las actividades en línea de los niños es responsabilidad de los padres, no del gobierno. Sin embargo, el gobierno sí promulgó un impuesto a los servicios pornográficos en línea.

## Financiación
Se cobra por tiempo navegado y los costes dependen de los sitios visitados. Las formas de pago del servicio son mediante Tarjeta de crédito o a través de la factura de teléfono.
France Télécom cobra a los usuarios de Minitel hasta 1 € por minuto en su factura telefónica mensual, si bien las tarifas dependen del destino visitado y la mayoría son mucho más baratos. Parte de la recaudación es entregada a las empresas que operan servidores Minitel/Teletel.
A finales de 1990 había unos 100 millones de conexiones al mes, unos 150 millones de consultas de la guía en línea. En 1998, Minitel generó 832,000,000 € de ingresos.
En el año 2005 se produjeron aún 351 millones de llamadas y 18,51 millones horas de conexión, que generaron 206.000.000 € en ingresos, de los cuales 145 millones fueron redistribuidos a unos 2000 proveedores de servicios (estos están disminuyendo alrededor del 30% cada año).
El 11 de febrero de 2009, France Télécom y PagesJaunes anunciaron que cancelaban los planes para acabar con el servicio Minitel. Su servicio de asistencia de directorio sigue siendo visitada por un millón de veces al mes.

## Tecnología
Un Minitel es una terminal tonta que consiste en una pantalla que muestra texto, un teclado y un módem. Se pueden visualizar gráficos sencillos utilizando un conjunto predefinido de caracteres. También existen impresoras específicas en el mercado.
Cuando se conecta, el módem integrado Minitel general marca un número de conexión PAVI (Point d'Accès de VIdéotexte, "punto acceso teletexto"). El PAVI transmite la información en los servidores de la compañía o la administración requerida, usando la red Transpac. 
Técnicamente, Minitel se refiere a los terminales, mientras que la red se conoce como Teletel.

## Minitel e Internet
Minitel y teletel se consideran un antecedente europeo de Internet. Pero también se ha considerado un obstáculo para el despliegue de Internet en Francia, puesto que proporcionaba acceso en línea seguro y fácil para muchos servicios útiles sin necesidad de un ordenador personal. De hecho, todavía tiene sus ventajas respecto a Internet: no requiere la suscripción a un servicio extra (usa la línea telefónica) ni la compra y mantenimiento de un ordenador personal. También tiene menos problemas de seguridad con respecto a los pagos con tarjeta de crédito, la información personal o los virus informáticos. Además, debido a que Minitel sigue normas muy rígidas, hay pocos problemas de compatibilidad. La poca versatilidad del sistema y su control por parte de un monopolio telefónico como el de PTT son probablemente las razones de su menor implantación en comparación con Internet. 
Por otro lado, también se ha dicho que, gracias a los terminales Minitel, los franceses estaban ya acostumbrados a hacer transacciones en línea cuando se generalizó el uso de Internet, facilitando su implantación en Francia.
En 1986, los estudiantes universitarios franceses coordinaron un paro nacional a través de Minitel, lo que constituye un uso político temprano de la telecomunicación digital participativa.

## Minitel en otros países
Minitel se implantó en distintos grados en otros países incluyendo Bélgica, Canadá, Alemania, Irlanda, Italia, y los Países Bajos, Sudáfrica, Suecia, Reino Unido y Estados Unidos. En España Telefónica puso en marcha con poco éxito el sistema Videotex por el nombre Ibertex, que coincidió con el inicio de Internet y fue rápidamente desbancado.